# Robert Saleh
Robert Saleh (geboren am 31. Januar 1979 in Dearborn, Michigan) ist ein US-amerikanischer American Football Coach. Von 2021 bis 2024 war er Head Coach der New York Jets in der National Football League. Zuvor war er von 2017 bis 2020 und ab 2025 der Defensive Coordinator der San Francisco 49ers. Außerdem war er schon ein Assistenzcoach für die Jacksonville Jaguars, Seattle Seahawks und Houston Texans.

## Frühe Jahre
Saleh besuchte die Northern Michigan University von 1998 bis 2002, wo er einen Abschluss in Finanzen machte. Er startete alle vier Jahre und verdiente mehrere Ehrungen in der Conference als Tight End.

## Trainerkarriere

### Als Assistenztrainer

#### College
Saleh begann seiner Trainerkarriere 2002 bei der Michigan State University als Defensive Assistant. 2004 wechselte er zur Central Michigan University in derselben Funktion und 2005 wechselte er zur University of Georgia. Auch dort war er Defensive Assistant.

#### Houston Texans
2005 wurde er als Praktikant für Defensive von den Houston Texans eingestellt. Im Februar 2006 wurde er zum Defensive Quality Control Coach befördert. Im Januar 2009 wurde zum Assistant Linebackers Coach befördert.

#### Seattle Seahawks
Im Februar 2011 wurde Saleh als Defensive Quality Control Coach von den Seattle Seahawks unter Head Coach Pete Caroll unter Vertrag genommen. Dort verbrachte er drei Saisons und gewann den Super Bowl XLVIII mit den Seahawks gegen die Denver Broncos. Während er Assistenztrainer der Seahawks war deren Defense auch als Legion of Boom bekannt.

#### Jacksonville Jaguars
Nachdem die Seahawks den Super Bowl gewannen, wurde er als Linebacker Coach der Jacksonville Jaguars unter Head Coach Gus Bradley verpflichtet.

#### San Francisco 49ers
Am 13. Februar 2017 wurde er von den San Francisco 49ers als Defensive Coordinator unter Head Coach Kyle Shanahan eingestellt.
In der Saison 2019 war die Defense der 49ers Sechster bei verursachten Turnover (27), Zweiter bei der gesamten Verteidigung (281,8 Yards pro Spiel zugelassen), Erster in der Passverteidigung (169,2 Yards pro Spiel zugelassen) und Vierter in Sacks (48). Dank Saleh konnten die 49ers eine Bilanz von 13:3 erreichen und in den Super Bowl LIV einziehen, welcher mit 20:31 gegen die Kansas City Chiefs verloren ging.

### Als Head Coach

#### New York Jets
Am 15. Januar 2021 akzeptierte Saleh das Angebot der New York Jets, der nächste Head Coach der Jets zu werden. In seiner ersten Saison gewann Saleh mit den Jets vier Spiele und verlor die restlichen 13.
Am 8. Oktober 2024 wurde Saleh entlassen, nachdem in der Saison 2024 in den ersten fünf Spielen lediglich zwei Siege erzielt werden konnten. Unter Saleh erzielten die Jets insgesamt 20 Siege und 36 Niederlagen.

## Head-Coach-Bilanz
| Team     | Saison   | Regular Season | Regular Season | Regular Season | Regular Season | Regular Season     |
| Team     | Saison   | Siege          | Niederlagen    | Unentschieden  | Siegrate       | Ergebnis           |
| -------- | -------- | -------------- | -------------- | -------------- | -------------- | ------------------ |
| NYJ      | 2021 1   | 4              | 13             | 0              | .308           | 4. in der AFC East |
| NYJ      | 2022     | 7              | 10             | 0              | .412           | 4. in der AFC East |
| NYJ      | 2023     | 7              | 10             | 0              | .412           | 3. in der AFC East |
| NYJ      | 2024     | 2              | 3              | 0              | .400           |                    |
| Karriere | Karriere | 20             | 36             | 0              | .357           |                    |

## Persönliches
Saleh und seine Frau Saana haben vier Söhne und zwei Töchter. Er praktiziert den Islam und ist der erste muslimische Coach in der Geschichte der NFL, als er von den Jets als Head Coach verpflichtet wurde. Er war auch Trauzeuge bei der Hochzeit von Matt LaFleur, dem Head Coach der Green Bay Packers. Die beiden sind gute Freunde, seitdem beide als Assistenten bei der Central Michigan University waren.